# Torre Ciega
La torre Ciega (l'équivalent espagnol de « tour Aveugle ») est un monument funéraire situé sans le centre historique de la ville de Carthagène dans la région de Murcie,. 
Datant du Ier siècle av. J.-C. de l'Empire romain, il faisait partie d’une grande nécropole située à côté de la route d’entrée principale de l'ancienne ville Carthago Nova. 
C'est l'une des trois tours funéraires romaines les mieux conservées de la péninsule ibérique, avec la torre de los Escipiones de Tarraco (Tarragone) et la torre de Hércules (es) (La Vila Joiosa). Elle  a été classée bien d'intérêt culturel en 1963 (RI-51-0000752).

## Description
Jusqu'au milieu du XXe siècle, c'était le seul monument encore debout de l'ancienne ville romaine de Carthago Nova. Il existe des références écrites à ce monument depuis le XVIe siècle puisqu'il est décrit dans le Discurso de la Ciudad de Cartagena de Francisco Cascales (es), qui mentionnait même l'existence de vestiges moins bien conservés d'au moins dix autres tours sépulcrales similaires. Aux XVIIe et XVIIIe siècles, elle fut l'objet de la curiosité de différents écrivains éclairés qui visitaient la ville.
Grâce à des gravures anciennes, on sait grâce à l'inscription conservée sur l'une de ses faces, aujourd'hui très détériorée et illisible, que le monument était dédié à Titus Didius, qui fut proconsul de l'Hispanie citérieure en 94 av. J.-C.

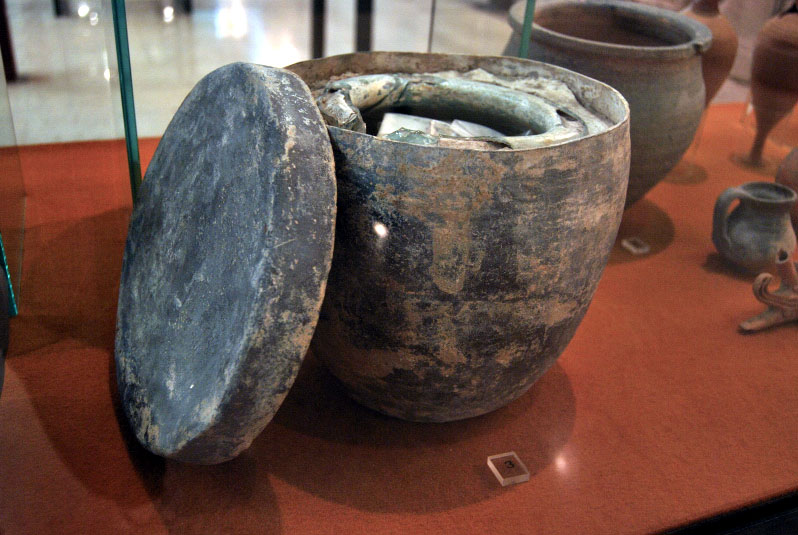
Urne cinéraire provenant des fouilles de la nécropole de Torre Ciega.

Le revêtement extérieur du monument est constitué d'opus reticulatum, un revêtement réticulé obtenu à partir de petites roches ignées d'andésite de forme pyramidale, provenant du Cabezo Beaza (es) voisin, qui ont été clouées dans le mortier d'opus caementicium, encore frais, appliqué comme plâtre. De même, les angles du corps inférieur sont renforcés par des petits blocs de pierre calcaire présentant une moulure identique à celle qui complète le socle.
Jusqu'au XVIIIe siècle, le monument était très bien conservé, cependant, les légendes des trésors contenus à l'intérieur ont amené les voisins à percer le monument, de sorte qu'il est arrivé dans un état très dégradé au milieu du XXe siècle, lorsqu'il a été restauré par Pedro San Martín.
Dans les fouilles effectuées aux alentours du monument, la présence d'une grande nécropole romaine correspondant à la période de plus grande splendeur de la ville a été confirmée et dans laquelle sont apparus de nombreux vestiges matériels, tels que des urnes cinéraires et des pierres tombales conservées au Musée archéologique municipal de Carthagène.